# Księginice (Legnica)
Pour les articles homonymes, voir Księginice.
Księginice est une localité polonaise de la gmina de Legnickie Pole, située dans le powiat de Legnica en voïvodie de Basse-Silésie.